# ¿Es el enemigo? La película de Gila
¿Es el enemigo? La película de Gila es una película hispano-portuguesa de comedia dramática biográfica y bélica de 2024, dirigida por Alexis Morante y protagonizada por Óscar Lasarte. Fue escrita por Morante y Raúl Santos en base a una historia del productor José Alba y Morante, a su vez inspirada en el libro autobiográfico El libro de Gila. Antología cómica de obra y vida del cómico Miguel Gila. Se estrenó en el Festival Internacional de Cine de San Sebastián el 25 de septiembre de 2024, y tiene previsto su estreno en cines españoles para el 13 de diciembre de 2024, con distribución de Filmax.

## Reparto
- Óscar Lasarte como Miguel Gila
- Carlos Cuevas como Pedro Tabales
- Salva Reina como Cabo
- Iván Villanueva como el Maestro
- Antonio Bachiller como Ginés
- Natalia de Molina como Rosa
- David Elvira como Pantxo
- Adelfa Calvo como la Abuela
- Ramón Ibarra Robles como el Abuelo
- Vicente Romero Sánchez como el Teniente Riveras
- Guiomar Puerta como Patricia
- Nagore Andrés como la Maruja
- Oier Zúñiga como el Policía 1 del orden público
- Iñigo Aramburu como Antonio
- Paulo Pires como el General
- Alvaro Manso como el enemigo de Vaca 1
- Pedro Casablanc como el Coronel Salgado
- Gaizka Chamizo como el Soldado con cicatriz en la cárcel
- Guillermo Uria como el Soldado de enfermería en la cárcel
- Patxi Pérez como el Sacerdote
- Bruno Morante como el Sargento
- Iñaki Balboa como el Prisionero con maletas en la cárcel
- Gemma Martínez como la Mujer del grupo derechista en la cárcel
- Joao Pedro Mamede como la Brigada
- Asier Tartás como el Soldado enemigo del fusilamiento número 2
- Javier Barandiarán como el Soldado enemigo del fusilamiento número 3
- Andoni Agirregomezkorta como el Regidor
- Galder Tudela como el otro Pedro Tabales

## Producción
En mayo de 2023, se anunció que Alexis Morante estaba desarrollando su segunda película de ficción, una película biográfica sobre el cómico Miguel Gila titulada ¿Es el enemigo? e inspirada en su libro autobiográfico El libro de Gila. Antología cómica de obra y vida. El rodaje de la película comenzó en febrero de 2024 En marzo de 2024, se anunció que el rodaje de la película había concluido y que Óscar Lasarte es el actor que encarnaría a Gila en la película. El rodaje de la película tuvo lugar en varias localidades de Vizcaya, incluyendo Durango
El presupuesto total de ¿Es el enemigo? es de 3.7 millones de euros, incluyendo 1.2 millones de euros procedentes de las ayudas generales del ICAA.

## Lanzamiento y marketing
El 25 de julio, se anunció que Filmax había programado el estreno en cines de la película, titulada bajo el nombre completo de ¿Es el enemigo? La película de Gila, para el 13 de diciembre de 2024. El 23 de agosto de 2024, se anunció que la película tendría su estreno mundial en el Festival Internacional de Cine de San Sebastián el 25 de septiembre de 2024, y al día siguiente, el 24 de agosto de 2024, Filmax lanzó su primer tráiler y póster. En noviembre de 2024, Filmax lanzó el tráiler final de ¿Es el enemigo?.

## Premios y reconocimientos
XXXIX edición de los Premios Goya
| Categoría              | Persona       | Resultado |
| ---------------------- | ------------- | --------- |
| Mejor actor revelación | Óscar Lasarte | Nominado  |

80.ª edición de las Medallas del Círculo de Escritores Cinematográficos
| Categoría        | Persona       | Resultado |
| ---------------- | ------------- | --------- |
| Actor revelación | Óscar Lasarte | Ganador   |

IV edición de los Premios Cármen
| Categoría                                | Persona                    | Resultado |
| ---------------------------------------- | -------------------------- | --------- |
| Mejor dirección                          | Alexis Morante             | Ganador   |
| Mejor guion adaptado                     | Alexis Morante Raúl Santos | Ganadores |
| Mejor interpretación femenina de reparto | Adelfa Calvo               | Ganadora  |